# Adunarea Națională de la Lugoj
La 15/27 iunie 1848, la Lugoj are loc a doua Adunare națională a românilor din Banat la care Eftimie Murgu, în fața a peste 12.000 de români, prezintă documentul intitulat "A păstra frățietatea, patria și naționalitatea română" prin care se hotărăște:
- înființarea unei armate române ce va fi înarmată în 6 zile;
- numirea lui Eftimie Murgu ca suprem căpitan al Banatului;
- recunoașterea națiunii române;
- folosirea limbii române în administrație și armată;
- vicar mitropolitan român (al mitropolitului sârb).

În numele bănățenilor, 30 de deputați erau trimiși să prezinte documentul ministerului de la Pesta.
 Acest articol despre un subiect legat de  istoria României este deocamdată un ciot. Puteți ajuta Wikipedia prin completarea sa.